# Siège d'Arras (1640)
Pour l’article homonyme, voir Siège d'Arras.
Guerre de Trente Ans
Batailles
Le siège d'Arras est un épisode de la guerre de Trente Ans qui débuta le 13 juin 1640 et mena à la prise de possession de la ville d'Arras par les troupes françaises le 9 août de cette même année 1640. Cette bataille du règne finissant de Louis XIII, Richelieu gouvernant, est évoquée dans la pièce d'Edmond Rostand, Cyrano de Bergerac.

## Contexte historique
La guerre de Trente Ans débuta en 1618 et se termina en 1648 par la signature des traités de Westphalie. À partir de 1635, le royaume de France entra ouvertement dans le conflit et affronta la puissance espagnole. Le conflit franco-espagnol se poursuivit jusque 1659 et la signature de la paix des Pyrénées.
Au nord de la France, après le siège de Corbie, la reprise de la ville par les armées françaises, en 1636, se poursuivit par la reconquête du château de Bohain-en-Vermandois, et la prise de Landrecies le 26 juillet 1636, de Maubeuge et de La Capelle respectivement les 5 août 1636 et 28 septembre 1636. La Thiérache et le Vermandois étaient désormais à l'abri des coups de force de détachements de la cavalerie croate impériale qui sévissaient en Picardie, à partir de 1636, depuis les collines d'Artois et le comté de Hainaut.
Sur ordre du roi, au début du printemps 1638, l'armée française regroupa ses forces à Saint-Quentin. L'objectif de la campagne était alors de parvenir à placer la Picardie occidentale à couvert après la protection réussie de son flanc oriental en 1637. Le maréchal de Châtillon prévoyait de s'introduire en territoire ennemi avec pour objectif de s'emparer de la place de Saint-Omer, tandis que le maréchal de La Force et sa troupe faisaient diversion en feignant de marcher sur Cambrai via Le Catelet.
Le siège d'Arras se déroula durant cette campagne. Le 15 juillet 1638, le maréchal de Châtillon dut abandonner le siège de Saint-Omer et laisser la ville aux Espagnols. La prise d'Hesdin, le 29 juin 1639, par La Meilleraye, livra une partie de l'Artois aux Français. L'objectif était alors de prendre les forces espagnoles en tenaille : le prince d'Orange devait attaquer Dam et Bruges, tandis que Charles de La Porte (le maréchal de la Meilleraye) devait opérer sur la Meuse. De leur côté, les armées françaises devaient maintenir leur pression sur l'Artois. Le plan échoua : le fort de Charlemont et Mariembourg résistèrent à l'attaque de Charles de La Porte.

## Forces en présence
Le siège d'Arras mit aux prises les troupes espagnoles commandées par Ferdinand d'Autriche et quatre corps d'armées : deux corps d'armées français commandés par le maréchal de Châtillon et le maréchal de Chaulnes et deux corps d'armées originaires des Provinces-Unies commandés par le duc de La Meilleraye et le prince d'Orange.
Celui-ci rappelé de la Meuse, traversa alors le Hainaut et le Cambrésis pour prendre position devant Arras le 13 juin 1640. Il fut rejoint par Châtillon et Chaulnes venus par la rive nord de la Scarpe. Vingt trois mille fantassins et neuf mille cavaliers investirent ainsi les abords de la ville. À l'intérieur de celle-ci, le colonel O'Neill et ses deux mille hommes organisèrent la défense. Les fortifications de siège furent construites en un mois.
 Royaume de France
- Corps d'armée du maréchal de Châtillon
- Corps d'armée du maréchal de Chaulnes
- Corps d'armée du duc de La Meilleraye (16 régiments)
- Corps d'armée de Frédéric-Henri
- Corps d'armée du gouverneur de Lorraine du Hallier dont

 Pays-Bas espagnols
- Garnison de la place, dirigée par le colonel O'Neill, formée de deux mille hommes :
- Corps d'armée du duc Charles de Lorraine

## La riposte espagnole
Ferdinand d'Autriche accourt à Lille dès la fin juin et est rejoint par le général Lamboi et le duc Charles de Lorraine. Une armée espagnole forte de vingt mille hommes est alors constituée et vient camper le 9 juillet 1640 sur le Mont-Saint-Éloi à quelques kilomètres d'Arras. Le cardinal-infant Ferdinand d'Autriche décide de ne pas attaquer les assiégeants mais de leur couper les vivres. Installé vers Avesnes-le-Comte, entre Arras, Hesdin et Doullens, il intercepte les convois de ravitaillement destinés aux assiégeants et renforce son armée qui se monte alors à vingt mille hommes et douze mille cavaliers.

## Le convoi de ravitaillement
Richelieu, accouru avec le roi à Amiens, organise à la hâte un convoi de ravitaillement. Des chariots de munitions et de provisions de bouche escortés par une troupe de dix-huit mille hommes commandés par le gouverneur de Lorraine du Hallier prennent la route d'Arras. Parmi cette troupe on trouve le régiment des Gardes-Françaises, au sein duquel se trouvent les Cadets (élèves-officiers de l'époque), dont fait partie d'Artagnan et le régiment de Bussy-Rabutin. Les maréchaux de La Meilleraye et de Chaulnes à la tête d'une armée de six mille hommes sont chargés d'opérer la jonction qui se fait sans aucune résistance le 2 août au matin à mi-chemin entre Doullens et Arras. En effet, Ferdinand d'Autriche, profitant de cette diversion et du départ de six mille hommes du front, porte alors son attaque sur les troupes du maréchal de Châtillon restées sur place.

## La chute d'Arras
La ruse est près de réussir. Le maréchal de Châtillon ne dispose plus que de quinze mille hommes affamés et fatigués. Le plus fort de l'attaque est porté par le duc de Lorraine sur le fort tenu par le colonel Rantzau. Celui est pris et repris plusieurs fois. Mais l'arrivée de Gassion à la tête d'une armée de mille cavaliers change le sort de la bataille et annonce le retour des troupes de La Meilleraye et de Chaulnes. Une ultime résistance des troupes du colonel Rantzau repousse l'attaque espagnole. L'arrivée de la cavalerie de La Meilleraye et de Chaulnes, suivie du corps d'armée de du Hallier pousse les troupes espagnoles à la retraite. Le 3 août au matin, les généraux français somment les habitants d'Arras de capituler. Ceux-ci résistent encore jusqu'au 7 août, date à laquelle une brèche, ouverte dans les remparts, ouvre la ville aux troupes françaises. La capitulation est signée le 9 août sous les yeux de Ferdinand d'Autriche qui revenu avec ses troupes renonce finalement à engager un ultime combat.

## Conséquences

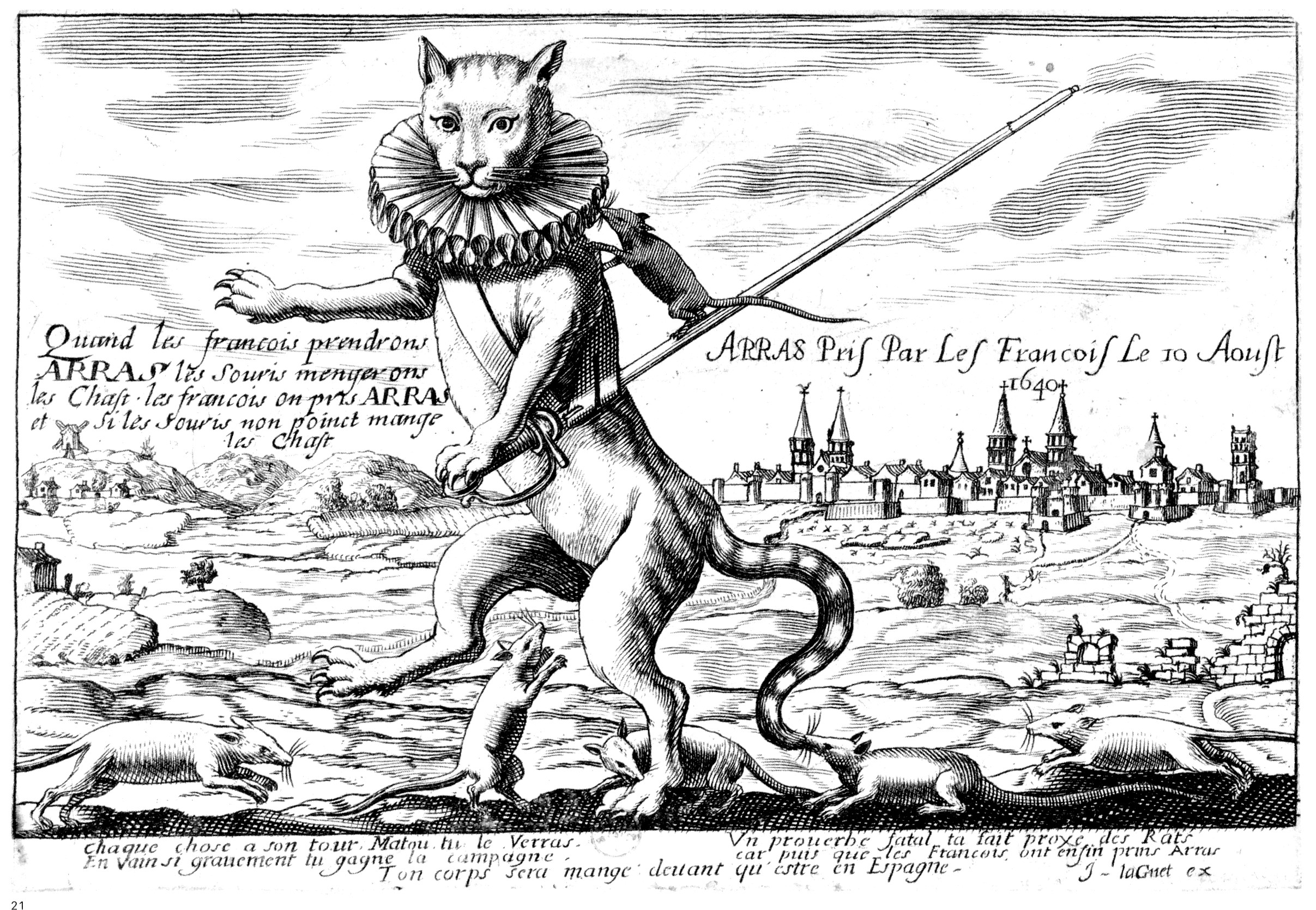
Anonyme, estampe satirique sur la prise d'Arras (1640).

La ville, passée à la France, conserva cependant ses privilèges et le maintien du parlement d'Artois. Elle obtint que la liberté de conscience n'y fût pas introduite.
La prise de cette ville, longtemps aux mains des Espagnols, redonna confiance aux Français. Le prince Thomas de Savoie, entrepris par Mazarin, se plaça le 18 septembre 1640, sous la protection de la France. Durant le printemps 1641 et jusqu'en septembre 1641, d'autres places fortes espagnoles, telles que Aire-sur-la-Lys, Lens, Bapaume et La Bassée, tombèrent aux mains des Français. Fin 1641, le royaume de France contrôlait désormais de nouveau l'Artois.
Les Espagnols, qui étaient devenus maîtres de la ville à la faveur des troubles en France et qui croyaient, ainsi que les habitants, cette place imprenable, avaient écrit sur une de ses portes, :
« Quand les Français prendront Arras, les souris mangeront les chats ».
Les Français conservèrent l'inscription après avoir effacé le p du mot prendront devenant :
« Quand les Français rendront Arras, les souris mangeront les chats »

## Secours d'Arras (1654)
En 1654, pendant l'été, eu lieu une nouvelle bataille autour d'Arras, dite celle du 'Secours d'Arras'. 
Cette bataille opposa les troupes françaises défendant Arras, sous l'autorité de Jean de Schulemberg, comte de Montdejeu, renforcées de l'extérieur par les troupes françaises de 'secours' commandées par Turenne (Henri de La Tour d'Auvergne (1611-1675), face aux  troupes espagnoles commandées par le Grand Condé. 
Après de durs combats les troupes espagnoles battirent en retraite, donnant ainsi à  Louis XIV la première victoire de son règne.

## Le siège d'Arras dans l'art et la littérature
- Dans Cyrano de Bergerac (1897), pièce de théâtre d'Edmond Rostand, le quatrième acte[7] se déroule pendant le siège d'Arras, durant lequel Christian meurt au combat.
- Stefano della Bella, Plan et vue de la ville d'Arras, assiégée et prise par les français en 1640 (1641), Eau-forte, 528x390[8].